# Hemigomphus cooloola
Hemigomphus cooloola – gatunek ważki z rodziny gadziogłówkowatych (Gomphidae).